# Scoparia normalis
Scoparia normalis là một loài bướm đêm trong họ Crambidae.